# 돌날

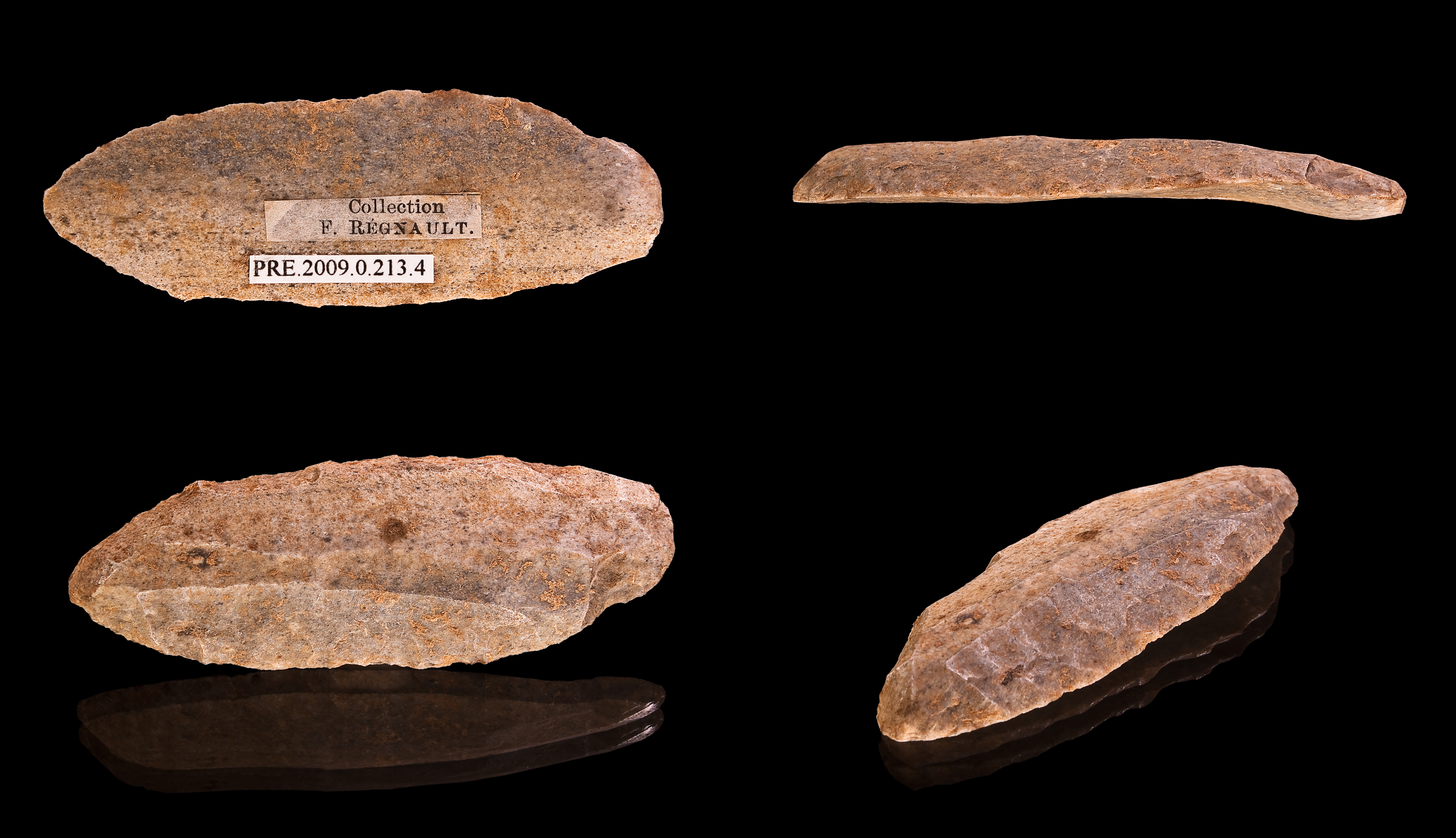
프랑스 브라상푸이에서 발견된 부싯돌로 만든 돌날. 툴루즈 박물관 소장

돌날은 날을 내어 사용하기 위해 제작 된 뗀석기이다. 돌날격지라고도 한다. 몸돌을 가격하여 떼어낸 조각에 날을 세워 사용한다. 돌날은 주로 사냥한 동물의 살과 가죽 등을 발라내는 데 사용되었지만, 창촉과 같은 무기로도 이용되었다. 돌날은 후기 구석기 시대에 보편화 되었다.

## 제작 방법
실험고고학의 연구를 통해 돌날 제작 방법이 복원되어 있다.
제대로 사용할 수 있는 돌날은 폭보다 길이가 최소 두배 이상 되어야 한다. 따라서 결을 따라 쪼개지며 날카롭게 날이 서는 재질의 돌이 선호되었다. 응회암, 유문암, 반암, 혼펠스, 이암, 혈암과 같은 돌들이 주로 사용되었으며 간혹 석영이나 흑요석도 사용되었다.
먼저 적당한 크기의 몸돌을 고른 뒤 먼저 모서리돌을 떼어내 버린다. 이후 몸돌에서 여러 개의 돌날을 떼어내고 다시 각각의 돌날을 세밀하게 가공하여 날카로운 돌날을 얻었다. 여기서 좀 더 가공하면 슴베찌르개나 돌화살촉과 같은 다른 도구도 만들 수 있고 떼어내면서 나오는 자잘한 것들로는 너비 1 - 1.5 cm 가량의 좀돌날을 만들었다. 돌날은 중기 구석기 시대부터 사용한 사례가 보이지만 후기 구석기 시대에 보편화되었다.
하나의 돌날 몸돌에서 여러 개의 돌날을 만들 수 있으며 더 이상 돌날을 떼어내기 곤란한 것은 버렸다. 돌날을 만들었던 유적에는 만들다 부서진 돌날과 함께 돌날을 다 떼어내고 버린 몸돌들이 발견된다. 몸돌의 한쪽 면을 떼어내다가 어느 정도 돌날이 만들어지면 반대편을 떼어내어 최대한 돌날을 많이 만들고자 하였다. 이렇게 돌날을 떼어내다 의도치 않게 쪼개지거나 모양이 제대로 나오지 않으면 버렸다. 한국의 구석기 유적인 임실 하가 유적에서 발견된 몸돌과 돌날을 보면 대략 5 - 7 cm의 돌날을 만들어 사용하였다.

## 용도
돌날은 그것 자체로도 고기를 자르거나 가공하는 용도로 쓰였고 나무 막대에 달아 미늘이나 창으로 사용하기도 하였다. 특히 좀돌날은 처음부터 뼈 도구나 나무와 결합하여 사용하기 위해 고안된 결합 도구이다. 후기 구석기 말무렵이 되면 보다 정교한 세형돌날이 등장하고 찌르개나 슴베찌르개와 같은 도구로 분화된다. 초기의 돌날이 이와 같은 보다 정교한 무기로 진화하였다는 직접적인 증거는 없지만 돌날 제작 기법의 특징은 신석기 초기인 제주 고산리 유적의 소형 눌러떼기 석기에 이르기까지 이어진다. 크기가 작은 세형돌날은 기후 변화와 함께 대형 초식동물이 줄어들자 보다 작은 동물을 사냥하기 위해 제작되었다.

## 고고학적 분석

### 흑요석 돌날
흑요석은 화산 활동으로 만들어진 유리질 암석으로 아주 날카로운 돌날을 만들 수 있어 구석기 시대의 귀중한 자원이었다. 흑요석으로 제작된 석기는 사용된 재료의 미량 원소를 분석하면 산지를 확인할 수 있다. 예를 들면 백두산의 흑요석과 일본 규슈의 흑요석은 미세 결정 구조가 서로 다르다. 한국에서 발견되는 흑요석 돌날의 경우 일부 예외적 사례를 제외하면 모두 백두산에서 나온 것을 사용하였다.
흑요석으로 만든 좀돌날은 가장 세밀한 작업을 필요로 하여 후기 구석기 시대의 첨단기술이라 불리기도 한다. 이웃한 시베리아나 일본과 달리 한반도의 경우 백두산 이외의 지역에서는 흑요석이 나오지 않는다. 한반도 남부인 대구 지역에서 발견되는 돌날은 700 - 800 km 이상의 거리를 운반한 것이다. 원석을 운반하여 와 가공하였는 지 아니면 백두산 인근에서 제작된 것이 흘러 들어오게 된 것인지는 확실치 않다. 산지와 사용 지역 사이에 상당한 거리가 있기 때문에 당시 사람들 사이의 거래가 있었을 것으로 추정되고 있다.

### 제작 기법
돌날의 제작도 지역마다 다른 기법을 보인다. 좀돌날 제작의 경우 한국은 수양개 기법, 석장리 기법, 집현 기법과 같이 유적별로 구분하거나 쐐기형, 배밑모양, 능주형, 새기개형과 같이 모양에 따라 구분한다. 일본은 유베츠, 오쇼로코, 란코시, 토게시타, 호로카, 야데가와, 히로사토 기법 등으로 세분하고 있다.

## 문화적 함의
후기 구석기 시대를 대표하는 돌날은 그것의 원료와 제작 기법 등을 통해 당시 사회를 이해할 수 있게 해 준다. 돌날격지는 하나의 몸돌로 많은 수의 석기를 제작할 수 있어 경제적이지만 그 자체의 크기는 작아서 뼈나 나무와 같은 것에 결합하여 사용해야 하였다. 당시 사람들은 일반적인 창뿐만 아니라 던지는 투창을 사냥용 무기로 사용하였고 돌날은 이러한 투창의 앞에 달려 더 큰 피해를 입힐 수 있게 하였다.
돌날의 제작은 구석기 시대에서 멈춘 것이 아니라 신석기 시대에도 계속되었고 일부 지역에서는 초기 금속 시대에 이르기까지 지속되었다. 초기 동기 시대의 이란 지역에서 제작된 돌날은 시간이 지남에 따라 찍개가 우세하게 되면서 모양이 점차 조악해 지는데, 이전 시기의 돌날이 먼 곳의 흑요석을 가져와 전문적으로 제작하는 매우 중요한 도구였던 데에 반해 이 시기에 이르면 적당한 퇴적암을 이용하여 조악하게 만들어 쓰다 쉽게 버릴 수 있는 소모품이 되었음을 의미한다. 이는 도구가 갖는 사회적 중요성이 떨어지면 그에 따라 제작 기술 역시 퇴보할 수 있음을 보여준다.
한편 마야 문명과 같이 금속의 사용이 제한적인 문화에서 흑요석 돌날은 후기까지도 매우 중요한 도구였다. 1890년대 캘리포니아에서도 흑요석 돌날이 중요한 가치를 지녔으며 특정 부족은 이를 가보로 여겼다. 이들은 방문객에게 흑요석 돌날을 보여주기 꺼려했으며, 자신만이 아는 곳에 숨겼다가 유산으로 물려주었다.

## 같이 보기
- 슴베찌르개
- 뗀석기